# Grayson Nunatak
Grayson Nunatak är en nunatak i Antarktis. Den ligger i Västantarktis. Inget land gör anspråk på området. Toppen på Grayson Nunatak är 1 024 meter över havet.
Terrängen runt Grayson Nunatak är platt norrut, men söderut är den kuperad.  Trakten är obefolkad. Det finns inga samhällen i närheten. 